# Secondo momento felice
Il secondo momento felice fu un periodo dello scontro navale tra unità di superficie alleate e unità di profondità tedesche durante la battaglia dell'Atlantico, che durò dal gennaio al febbraio 1942; deve il suo nome all'enorme successo raggiunto dai tedeschi nell'eludere o neutralizzare le ricerche e gli attacchi alleati raggiungendo perdite di U-Boot talmente basse che non saranno mai più eguagliate per tutta la durata della seconda guerra mondiale.

Il grafico rappresenta il numero di sommergibili tedeschi affondati nell'Atlantico ad opera degli alleati. Si nota il minimo di affondamenti di febbraio rispetto al resto dell'anno 1942.

## Storia
Gli affondamenti ad opera dei sommergibili dell'Asse aumentarono di mese in mese, avvicinandosi a 500 000 tonnellate in febbraio e superando questo limite in marzo; in aprile scesero a 430 000, ma col tempo salirono fino a 600 000 raggiungendo infine in giugno la considerevole cifra di 700 000 tonnellate. Alla fine di giugno il bottino realizzato dai sommergibili a partire dall'inizio dell'anno superò i tre milioni di tonnellate, sulle 4 147 406 tonnellate affondate nel complesso, indipendentemente dalla causa; quasi il 90% di questi affondamenti avvenne nell'Atlantico e nell'Artico. Con l'occupazione o la concessione di alcune basi, come Islanda, Irlanda del Nord, Azzorre, Africa Occidentale, le pattuglie aeree antisommergibile avevano iniziato a coprire vaste zone dell'Atlantico ma questo ancora non era sufficiente ad eliminare la minaccia; nondimeno gli Hudson e i Catalina di base a Gibilterra coprivano un raggio di 250 nm mentre gli aerei basati in Islanda arrivavano fino a 350 nm. Fu solo in luglio che, grazie ad un miglioramento generale delle tecniche antisommergibile e all'adozione da parte americana del sistema dei convogli, le perdite mensili ad opera di U-Boot scesero sotto le 500 000 tonnellate.

Mappa dell'Atlantico con la situazione alla fine del 1941; in nero pieno le aree di copertura dei pattugliamenti aerei, in verde tratteggiato le rotte dei convogli, i punti blu sono affondamenti di navi Alleate, i punti rossi gli affondamenti di U-Boot.

L'arrivo degli U-Boot sulle coste nord e sud americane costituì da parte tedesca un notevole successo, tanto da essere qualificato come il »secondo momento felice», mentre, da parte alleata, costituì un grave colpo alla sicurezza della navigazione ed obbligò gli Stati Uniti ad accelerare il programma di costruzione di nuove unità antisommergibile e, nonostante la censura militare tendesse a minimizzare gli effetti dell'incursione tedesca, la notizia si era sparsa e gli effetti non tardarono a manifestarsi: durante il mese di febbraio gli equipaggi di sei mercantili si rifiutarono di prendere il mare senza che gli fosse garantita la protezione dai sommergibili e la marina destinò sette cacciatorpediniere alla protezione del traffico navale nella zona di New York, ma la difesa costiera risultava comunque inadeguata e la minaccia sottomarina avrebbe costituito per il periodo immediatamente successivo un problema di notevoli dimensioni per il trasporto di materiali verso l'Inghilterra.